# Liste der Naturdenkmale in Niedersachsen
Die Liste der Naturdenkmale in Niedersachsen verzeichnet die Anzahl und die Listen der Naturdenkmale in den Untergliederungen des Landes Niedersachsen gemäß der Darstellung des Niedersächsischen Landesbetrieb für Wasserwirtschaft, Küsten- und Naturschutz (NLWKN).
Die für Naturdenkmale zuständige untere Naturschutzbehörde ist meist bei der jeweiligen kreisfreien Stadt oder dem Landkreis, in einigen kreisangehörigen Städten jedoch bei der jeweiligen Kommune anzufinden. Die Statistik des NLWKN folgt dieser Aufteilung.
Am 31. Dezember 2022 gab es in Niedersachsen 3.520 Naturdenkmale, die sich über eine Fläche von insgesamt 1.415 ha erstreckten, was 0,03 % der Landesfläche  einschließlich der 12-Meilen-Zone entspricht.

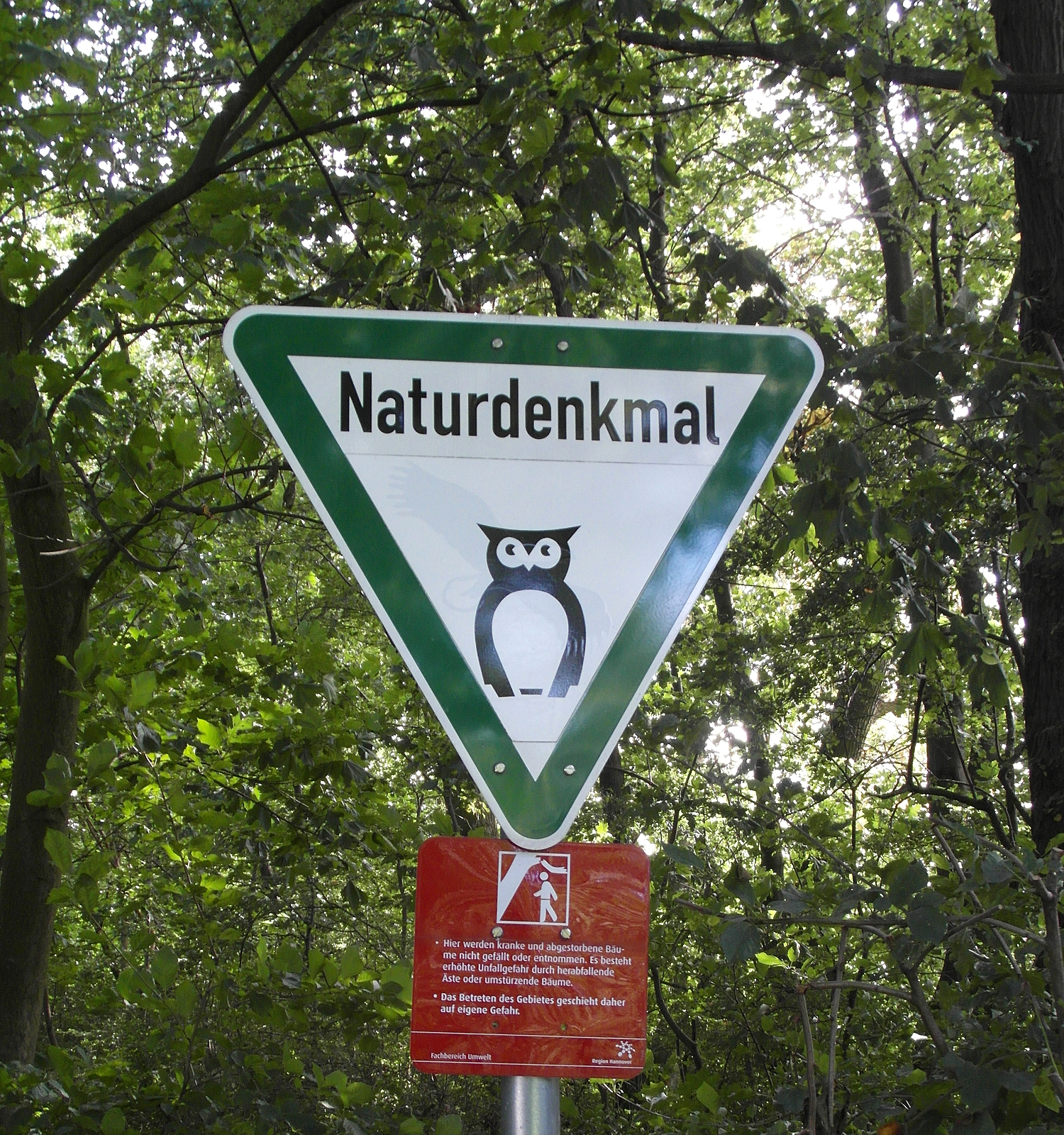
Naturdenkmal-Schild im erneuerten Design beim Osterteich Lenthe
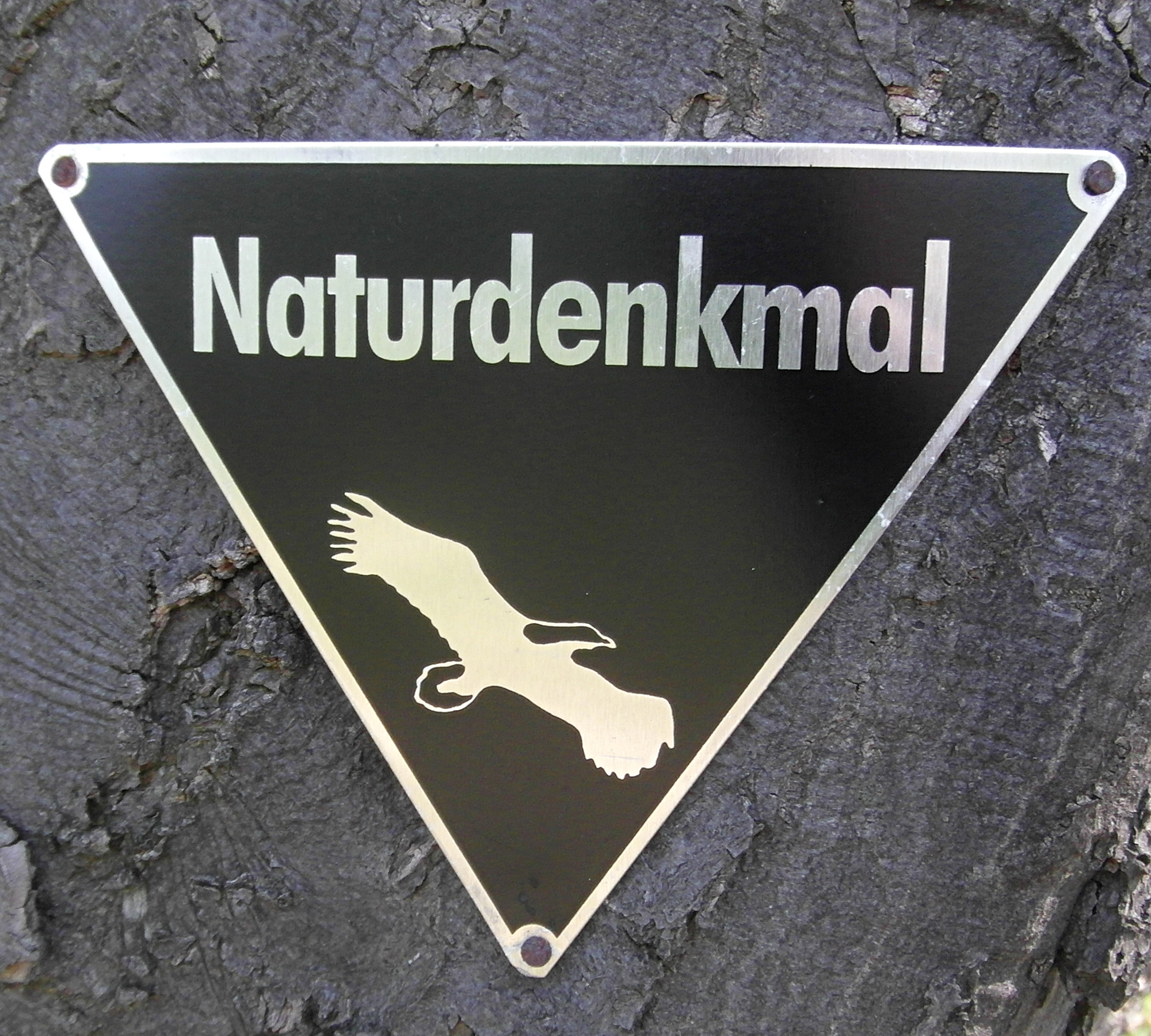
Naturdenkmal-Plakette an Hainbuche bei Redderse in der Region Hannover
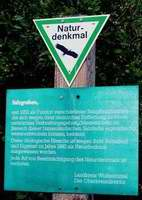
ND-Schild am Salzgraben Salzdahlum in Wolfenbüttel

## Liste
| Landkreis                     | Anzahl der Naturdenkmale | Liste                                                    | Liste für Teilgebiet |
| ----------------------------- | ------------------------ | -------------------------------------------------------- | --- |
| Landkreis Ammerland           | 092                      | Liste der Naturdenkmale im Landkreis Ammerland           | |
| Landkreis Aurich              | 111                      | Liste der Naturdenkmale im Landkreis Aurich              | |
| Braunschweig, Stadt           | 071                      | Liste der Naturdenkmale in Braunschweig                  | |
| Landkreis Celle               | 063                      | Liste der Naturdenkmale im Landkreis Celle               | ohne Stadt Celle |
| Landkreis Celle               | 007                      | Liste der Naturdenkmale in Celle                         | Celle |
| Landkreis Cloppenburg         | 061                      | Liste der Naturdenkmale im Landkreis Cloppenburg         | |
| Landkreis Cuxhaven            | 100                      | Liste der Naturdenkmale im Landkreis Cuxhaven            | ohne Stadt Cuxhaven |
| Landkreis Cuxhaven            | 009                      | Liste der Naturdenkmale in Cuxhaven                      | Cuxhaven |
| Delmenhorst                   | 015                      | Liste der Naturdenkmale in Delmenhorst                   | |
| Landkreis Diepholz            | 026                      | Liste der Naturdenkmale im Landkreis Diepholz            | |
| Emden                         | 001                      | Liste der Naturdenkmale in Emden                         | |
| Landkreis Emsland             | 064                      | Liste der Naturdenkmale im Landkreis Emsland             | ohne Stadt Lingen (Ems) |
| Landkreis Emsland             | 013                      | Liste der Naturdenkmale in Lingen                        | Lingen (Ems) |
| Landkreis Friesland           | 037                      | Liste der Naturdenkmale im Landkreis Friesland           | |
| Landkreis Gifhorn             | 166                      | Liste der Naturdenkmale im Landkreis Gifhorn             | |
| Landkreis Goslar              | 058                      | Liste der Naturdenkmäler im Landkreis Goslar             | |
| Landkreis Göttingen           | 112                      | Liste der Naturdenkmale im Landkreis Göttingen           | ohne Stadt Göttingen |
| Landkreis Göttingen           | 078                      | Liste der Naturdenkmale in Göttingen                     | Stadt Göttingen |
| Landkreis Grafschaft Bentheim | 015                      | Liste der Naturdenkmale im Landkreis Grafschaft Bentheim | |
| Landkreis Hameln-Pyrmont      | 119                      | Liste der Naturdenkmale im Landkreis Hameln-Pyrmont      | ohne Stadt Hameln |
| Landkreis Hameln-Pyrmont      | 027                      | Liste der Naturdenkmale in Hameln                        | Hameln |
| Region Hannover               | 210                      | Liste der Naturdenkmale in der Region Hannover           | |
| Landkreis Harburg             | 022                      | Liste der Naturdenkmale im Landkreis Harburg             | |
| Landkreis Heidekreis          | 049                      | Liste der Naturdenkmale im Landkreis Heidekreis          | |
| Landkreis Helmstedt           | 020                      | Liste der Naturdenkmale im Landkreis Helmstedt           | |
| Landkreis Hildesheim          | 140                      | Liste der Naturdenkmale im Landkreis Hildesheim          | ohne Stadt Hildesheim |
| Landkreis Hildesheim          | 039                      | Liste der Naturdenkmale in Hildesheim                    | Hildesheim |
| Landkreis Holzminden          | 127                      | Liste der Naturdenkmale im Landkreis Holzminden          | |
| Landkreis Leer                | 078                      | Liste der Naturdenkmale im Landkreis Leer                | |
| Landkreis Lüchow-Dannenberg   | 006                      | Liste der Naturdenkmale im Landkreis Lüchow-Dannenberg   | |
| Landkreis Lüneburg            | 033                      | Liste der Naturdenkmale im Landkreis Lüneburg            | |
| Landkreis Nienburg/Weser      | 090                      | Liste der Naturdenkmale im Landkreis Nienburg/Weser      | |
| Landkreis Northeim            | 151                      | Liste der Naturdenkmale im Landkreis Northeim            | |
| Landkreis Oldenburg           | 344                      | Liste der Naturdenkmale im Landkreis Oldenburg           | Liste der Naturdenkmale in Dötlingen Liste der Naturdenkmale in Ganderkesee Liste der Naturdenkmale in Großenkneten Liste der Naturdenkmale in Harpstedt Liste der Naturdenkmale in Hatten Liste der Naturdenkmale in Hude Liste der Naturdenkmale in Wardenburg Liste der Naturdenkmale in Wildeshausen |
| Oldenburg (Oldenburg)         | 055                      | Liste der Naturdenkmale in Oldenburg (Oldb)              | |
| Landkreis Osnabrück           | 142                      | Liste der Naturdenkmale im Landkreis Osnabrück           | |
| Osnabrück                     | 071                      | Liste der Naturdenkmale in Osnabrück                     | |
| Landkreis Osterholz           | 031                      | Liste der Naturdenkmale im Landkreis Osterholz           | |
| Landkreis Peine               | 045                      | Liste der Naturdenkmale im Landkreis Peine               | |
| Landkreis Rotenburg (Wümme)   | 126                      | Liste der Naturdenkmale im Landkreis Rotenburg (Wümme)   | |
| Salzgitter                    | 020                      | Liste der Naturdenkmale in Salzgitter                    | |
| Landkreis Schaumburg          | 053                      | Liste der Naturdenkmale im Landkreis Schaumburg          | |
| Landkreis Stade               | 044                      | Liste der Naturdenkmale im Landkreis Stade               | |
| Landkreis Uelzen              | 074                      | Liste der Naturdenkmale im Landkreis Uelzen              | |
| Landkreis Vechta              | 074                      | Liste der Naturdenkmale im Landkreis Vechta              | |
| Landkreis Verden              | 031                      | Liste der Naturdenkmale im Landkreis Verden              | |
| Landkreis Wesermarsch         | 016                      | Liste der Naturdenkmale im Landkreis Wesermarsch         | |
| Wilhelmshaven                 | 009                      | Liste der Naturdenkmale in Wilhelmshaven                 | |
| Landkreis Wittmund            | 011                      | Liste der Naturdenkmale im Landkreis Wittmund            | |
| Landkreis Wolfenbüttel        | 052                      | Liste der Naturdenkmale im Landkreis Wolfenbüttel        | |
| Wolfsburg                     | 112                      | Liste der Naturdenkmale in Wolfsburg                     | |

## Hinweise
Die Zahl der Naturdenkmale in den einzelnen Listen kann von der in der Übersicht des NLWKN veröffentlichten Zahl abweichen. Unter anderem werden Naturdenkmale, die in Nationalparks oder Naturschutzgebieten liegen, in der Statistik des NLWKN nicht berücksichtigt.